# 伊藤真央
伊藤 真央（いとう まお、2009年6月3日 - ）は、日本将棋連盟所属の女流棋士。女流棋士番号は88。神奈川県川崎市出身。宮田利男八段門下。

## 棋歴
- 宮田利男八段門下の初の女流棋士[1]。

### 女流棋士になるまで
2020年2月、関東研修会入会（E2クラス）。
2023年10月22日、関東研修会C1クラスで12勝4敗の成績を挙げ、B2クラスに昇級し女流2級の資格を得る。

### 女流棋士として
中学2年生だった2023年11月1日付で日本将棋連盟（関東本部）所属の女流2級となる。
女流プロ入りの時点で現役最年少の女流棋士だった。これは2024年3月1日付で当時中学1年生だった竹内優月が女流プロ入りするまで続いた。
女流としての初白星はプロ入り2戦目（2024年1月25日に行われた第46期女流王将戦予選1回戦・飯野愛戦）。

## 人物
- 趣味はカラオケ、買い物[1]。
- 4歳の頃に父から教わり将棋を始めた[1]。
- 川崎市立富士見台小学校卒業[1]。

## 昇段・昇級履歴
- 2023年11月01日 - 女流2級[1]

## 主な成績

### 女流棋戦別成績
| 女流タイトル戦          |                                                              |
| - 白玲戦・女流順位戦    | - 0第5期から参加（D級35位）                                  |
| - 清麗戦                | - 0第7期 予選敗退 ／ 過去最高：予選（0勝・再挑戦0勝、第7期） |
| - マイナビ女子オープン0 | - 第18期 予備予選敗退 ／ 過去最高：予備予選（0勝、第18期）   |
| - 女流王座戦            | - 第15期 一次予選敗退 ／ 過去最高：一次予選（0勝、第15期）   |
| - 女流名人戦            | - 第52期 予選敗退 ／ 過去最高：予選（1勝、第52期）           |
| - 女流王位戦            | - 第36期 予選敗退 ／ 過去最高：予選（0勝、第36期）           |
| - 女流王将戦            | - 第47期 予選敗退 ／ 過去最高：予選（1勝、第46期・第47期）   |
| - 倉敷藤花戦            | - 第33期 2回戦敗退 ／ 過去最高：2回戦（1勝、第33期）         |

### 年度別成績
| 年度         | 対局数 | 勝数 | 負数 | 勝率   | (出典) | 女流通算成績 | 女流通算成績 | 女流通算成績 | 女流通算成績 | 女流通算成績 |
| ------------ | ------ | ---- | ---- | ------ | ------ | ------------ | ------------ | ------------ | ------------ | ------------ |
| 2023年度     | 4      | 1    | 3    | 0.2500 | [ 5 ]  | 対局数       | 勝数         | 負数         | 勝率         | (出典)       |
| 2024年度     | 13     | 3    | 10   | 0.2307 | [ 6 ]  | 17           | 4            | 13           | 0.2352       | [ 7 ]        |
| 通算         | 17     | 4    | 13   | 0.2352 | [ 7 ]  |              |              |              |              |              |
| 2024年度まで |        |      |      |        |        |              |              |              |              |              |

### アマチュア時代の戦績
- 女流棋戦 アマチュア予選
- 2023年
  - 第13期女流王座戦 アマチュア予選（東日本）出場（1勝2敗）[8]
  - 第17回白瀧あゆみ杯争奪戦 新人登竜門戦 アマチュア予選 出場（1勝1敗）[9]